# Phalaenopsis philippinensis
Phalaenopsis philippinensis Golamco ex Fowlie & C.Z.Tang, 1987  è una pianta della famiglia delle Orchidacee endemica delle Filippine.

## Descrizione

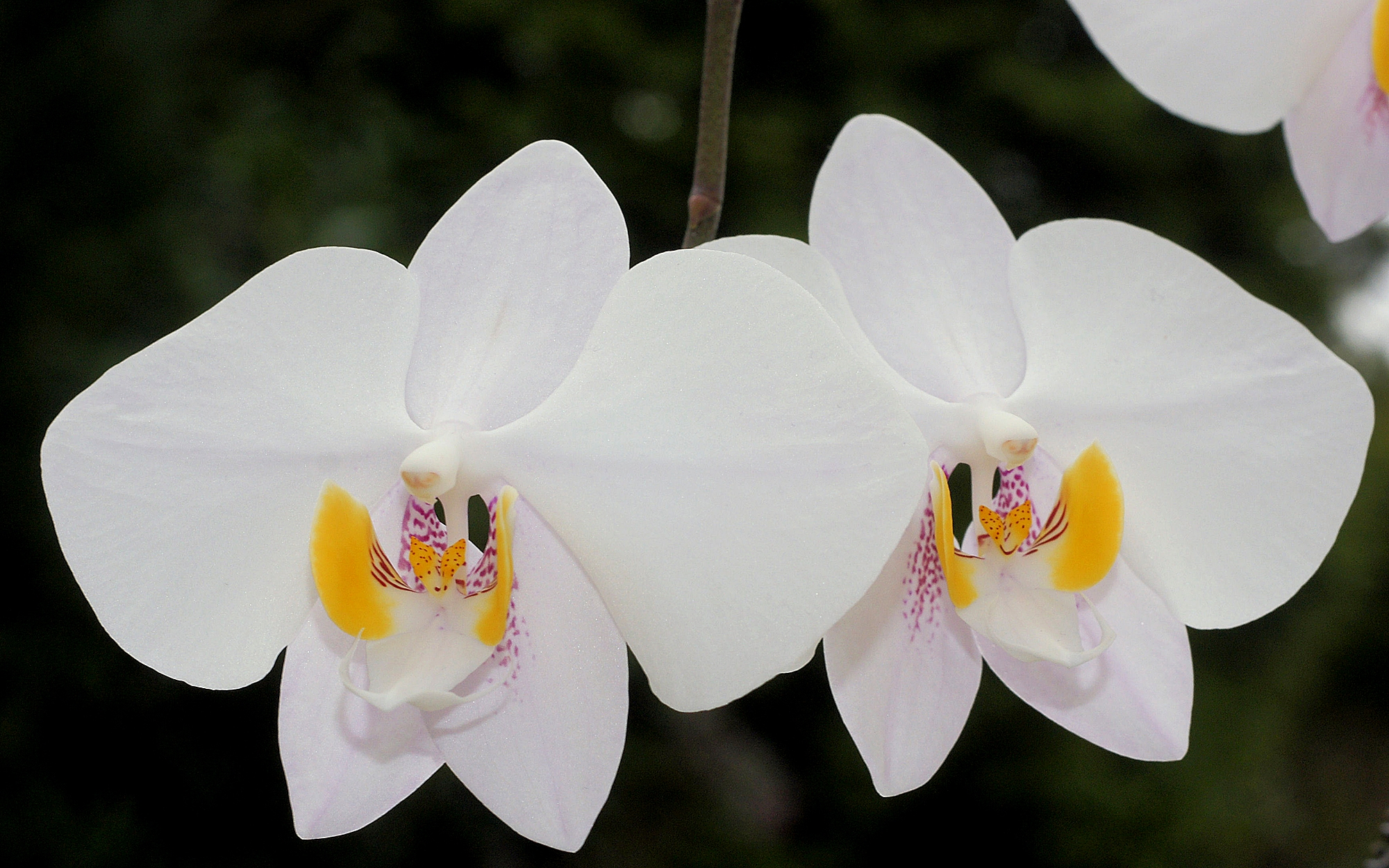
Dettaglio del fiore

È un'orchidea epifita di taglia medio-piccola, con foglie ovato-lanceolate, ad apice acuto, verdi scuro screziate di grigio argenteo. La fioritura avviene in inverno con una ricchissima infiorescenza a racemo ascellare da eretto a semipendulo recante numerosissimi fiori. Questi sono veramente appariscenti, grandi mediamente 7 cm, di colore bianco soffuso di rosa, con il labello tendente al giallo e maculato di rosa scuro.

## Distribuzione e habitat
La specie è originaria (endemica) dell'isola di Luzon nell'arcipelago delle Filippine.
Cresce epifita, dal piano fino a 1200 metri di quota .

## Coltivazione
Questa pianta richiede esposizione all'ombra, teme la luce diretta del sole e gradisce temperature calde .